# Mancomunidad Tierras del Tormes
La mancomunidad Tierras del Tormes es una agrupación administrativa de municipios en la provincia de Salamanca, Castilla y León, España.

## Municipios
- Aldeaseca de Alba
- Anaya de Alba
- Calvarrasa de Arriba
- Coca de Alba
- Éjeme
- Gajates
- Galinduste
- Galisancho
- Garcihernández
- Larrodrigo
- Navales
- Pedraza de Alba
- Pedrosillo de Alba
- Pelayos
- Peñarandilla
- Valdecarros